# Matilde de Frísia
Matilda de Frísia (v 1024 - 1044), reina consort de França (1043-1044).

## Orígens familiars
Probablement filla de Gertrudis d'Egisheim i Liudolf de Frísia, marcgravi de Frísia. Prové de la casa imperial alemanya i seria una neboda sigui d'Enric II de Saxònia o més probablement d'Enric III el Negre de la nissaga sàlica.

## Núpcies i descendents
Enric I de França ja havia promés a una primera Matilda, morta quan encara no tenia deu anys. Es va cercar una altra esposa, amb el mateix objectiu polític: acostar les cases reials d'Alemanya i de França. Això es va trobar Matilda de Frísia i es van celebrar les esposalles el 1034, quan igual com la precedent, encara no tenia deu anys. Es van casar el 1043. Del matrimoni en nasqué una filla que morí, igual que la mare, el 1044 segurament a causa d'una malaltia.